# غودو (قلعة قاضي)
غودو (بالفارسية: گودو) هي قرية تقع في إيران في قسم قلعة قاضي الريفي. يقدر عدد سكانها بـ 569 نسمة بحسب إحصاء 2016.